# (226861) Elimaor
(226861) Elimaor est un astéroïde de la ceinture principale.

## Description
(226861) Elimaor est un astéroïde de la ceinture principale. Il fut découvert le 14 octobre 2004 à Vail-Jarnac par l'observatoire Jarnac. Il présente une orbite caractérisée par un demi-grand axe de 2,70 UA, une excentricité de 0,14 et une inclinaison de 5,1° par rapport à l'écliptique.

## Compléments